# Riddick (film)
Riddick – amerykańsko-kanadyjsko-brytyjski film fantastycznonaukowy z 2013 roku w reżyserii Davida Twohy’ego. Wyprodukowany  przez amerykańskie studio Universal Pictures w koprodukcji z brytyjskim studiem Entertainment One.
Światowa premiera filmu miała miejsce 6 września 2013 roku. W Polsce premiera filmu odbyła się tego samego dnia.

## Fabuła
Richard B. Riddick (Vin Diesel), były żołnierz i więzień, który widzi w ciemnościach, znowu musi walczyć o życie. Nieustraszony wojownik, jeden z niewielu ocalałych przedstawicieli swojej rasy, włada nacją krwiożerczych Necromongerów. Teraz zrzeka się tronu, by odnaleźć rodzinną planetę, Furię. Kiedyś, jako dziecko, został z niej uratowany przed armią najeźdźców, teraz Furii ponownie grozi zagłada. Riddick zostaje jednak zdradzony przez towarzyszy podróży i porzucony na obcym, pustynnym globie. Największymi zagrożeniami są tam dla niego olbrzymie drapieżniki i ekstremalny klimat.
Za Riddicka w całej galaktyce wyznaczono ogromną nagrodę. Gdy na ślad zbiega wpadają łowcy głów i przybywają po niego, Furianin ma okazję wydostać się z niegościnnej planety. Jest zdeterminowany, silniejszy i bieglejszy w zabijaniu niż kiedykolwiek.

## Obsada
- Vin Diesel jako Richard B. Riddick
- Jordi Mollà jako Santana
- Matt Nable jako szef Johns
- Katee Sackhoff jako Dahl
- Dave Bautista jako Diaz
- Bokeem Woodbine jako Moss
- Raoul Trujillo jako Lockspur
- Karl Urban jako Vaako
- Alex Branson jako Lex Branman
- Nolan Gerard Funk jako Luna

i inni